# Physalia
Physalia је род сифонофора чији су представници распрострањени у тропским и суптропским морима. Позната врста је португалска крстарица.

## Грађа
Имају добро развијен мехур (пнеуматофор) који је већим делом изнад воде, а има улогу да се обезбеди кретање путем ветра. У њему се налазе жлездане ћелије које стварају гас. Колонија може и да потоне када се гас избаци кроз пору на мехуру. Гас се избацује контракцијом епителомишићних ћелија, а иначе се у пнеуматофору ствара ектодермална инвагинација чији зидови садрже поменуте жлездане ћелије. Остали делови колоније су испод мехура. То су тзв. кормидије. Кормидије чине јединке без уста (дактилозоиди) у чијој се основи налази дуга тентакула. Тентакуле могу бити дуге и до 10 метара, а снабдевене су жарним ћелијама како би ловиле рибу и друге организме. Иза дактилозоида су гастрозоиди, без тентакуле, али са усним отвором. Потом, ту су и јединке маховинастог изгледа, које се називају бластостил, али имају још неке називе. Стабло бластостила носи гонофоре - дегенерисане медузе. Оне могу бити женске и мушке.

## Размножавање
Зооиди се стварају на колонији бесполно пупљењем, али се врсте овог рода могу размножавати и полно. Женске гонофоре су веће и имају четири радијална канала и велум. Немају уста нити чула. Када треба да избаце јаја, одвоје се од бластостила и након неког времена угину. Мушке гонофоре се никада не одвајају. Из јаја се излеже ларва планула која ће касније дати нову колонију.